# Adobe Premiere Pro
Adobe Premiere Pro is een programma voor het monteren van videobestanden, met behulp van een non-lineaire tijdlijn. De oorspronkelijke doelgroep bestaat uit de bovenkant van de markt voor amateurs, en de onderkant van de markt van professionals. Door verschuivingen in het filmlandschap en de groeiende mogelijkheden wordt Premiere Pro ook steeds vaker gebruikt in de bovenkant van de professionele markt. 
Er zijn verschillende versies uitgekomen van het programma. De eerste reeks ging van versie 1.0 t/m 6.5. Daarna werd deze eerste reeks opgevolgd door de Pro-versie, waarvan de eerste (1.0) uitkwam in 2003. Versie 1.5 kwam uit in 2004. Een van de nieuwe functies van deze versie was de ondersteuning van High-Definition video.
De meest recente versie is Premiere Pro (June 2022 release), die in juni 2022 uitkwam. 
In eerste instantie was het programma alleen beschikbaar voor de Apple Macintosh, maar vanwege de felle concurrentie van het programma Final Cut Pro, gemaakt door Apple zelf, had Adobe gekozen voor het Windows-platform. Met ingang van CS3 is Premiere Pro verkrijgbaar voor zowel Macintosh als Windows. Sinds CS4 is Premiere Pro bezig met een opmars bij professionele gebruikers omdat zij de nieuwste versie van Final Cut niet prettig vinden en de vorige versie (Final Cut Pro 7) geen 64-bit ondersteuning biedt, waardoor het bewerken van zware HD videobestanden minder soepel verloopt.

## Adobe Premiere Elements
Adobe Premiere Elements is een uitgeklede versie van Adobe Premiere Pro, waarmee het mogelijk is video vanaf een dvd of camcorder op te nemen en te bewerken.
Videobewerken kan met behulp van een storyboard en een tijdlijn. De tijdlijn kan bestaan uit maximaal 100 video- of geluidssporen.

## Versies
- Adobe Premiere Elements 1.0, verscheen in september 2004.
- Adobe Premiere Elements 2.0, verscheen in september 2005.
- Adobe Premiere Elements 3.0, verscheen in november 2006.
- Adobe Premiere Elements 4.0, verscheen in november 2007.
- Adobe Premiere Elements 7.0, verscheen in september 2008.
- Adobe Premiere Elements 8.0, verscheen in september 2009.
- Adobe Premiere Elements 9.0, verscheen op 21 september 2010.
- Adobe Premiere Pro CS5.5, verscheen in 2011.
- Adobe Premiere Pro CS6, verscheen in 2012.
- Adobe Premiere Pro CC 2013, verscheen in 2013.
- Adobe Premiere Pro CC 2014, verscheen in 2014.
- Adobe Premiere Pro CC 2015, verscheen in 2015.
- Adobe Premiere Pro CC 2017 (11.0), verscheen in 2016.
- Adobe Premiere Pro CC 2018 (12.0), verscheen in 2017.
- Adobe Premiere Pro CC 2019 (13.0), verscheen op 15 oktober 2018.
- Adobe Premiere Pro CC 2019 (13.1), verscheen in april 2019.
- Adobe Premiere Pro CC 2020 (14.0), verscheen op 4 november 2019.

In september 2008 verscheen Premiere Elements versie 7. Adobe sloeg de cijfers 5 en 6 over om gelijk op te gaan met Photoshop Elements. Daar deze twee programma's ook als bundel verkrijgbaar zijn is de versienummering nu geen probleem meer.